# Wöllerstein
Der Wöllerstein ist ein 723,2 m ü. NHN hoher Berg auf der Schwäbischen Alb. Er liegt auf dem Gebiet der Gemeinde Westhausen, deren höchste Erhebung er ist. 
In unmittelbarer Nähe verläuft die Autobahn A 7.
Die 6. Etappe des Schwäbische-Alb-Nordrand-Wegs verläuft am Berg, ein kurzer Abzweig führt zum Gipfel.